# Rhamnus wumingensis
Rhamnus wumingensis är en brakvedsväxtart som beskrevs av Yi Ling Chen och P. K. Chou. Rhamnus wumingensis ingår i släktet getaplar, och familjen brakvedsväxter. Inga underarter finns listade i Catalogue of Life.